# Louis Chaillot
Louis Paul Fernand Chaillot (ur. 2 marca 1914 w Chaumont, zm. 28 stycznia 1998 w Aubenas) – francuski kolarz torowy, trzykrotny medalista olimpijski.

## Kariera
Największe sukcesy w karierze Lucien Chaillot osiągnął w 1932 roku, kiedy zdobył dwa medale podczas igrzysk olimpijskich w Los Angeles. Wspólnie z Maurice’em Perrinem zdobył złoty medal w wyścigu tandemów, pokonując w finale drużynę Wielkiej Brytanii w składzie: Ernest Chambers i Stanley Chambers. na tych samych igrzyskach wywalczył indywidualnie srebrny medal w sprincie, ulegając jedynie Holendrowi Jacobusowi van Egmondowi. W 1936 roku wystartował na igrzyskach w Berlinie, gdzie w sprincie był trzeci za Niemcem Tonim Merkensem i Arie van Vlietem z Holandii. Po przerwie spowodowanej II wojną światową Chaillot powrócił do kolarstwa i na mistrzostwach świata w Zurychu w 1946 roku zdobył brązowy medal w wyścigu ze startu zatrzymanego zawodowców. W zawodach tych wyprzedzili go tylko Włoch Elia Frosio i Szwajcar Jacques Besson. Wielokrotnie zdobywał medale torowych mistrzostw Francji, w tym trzy złote.